# Marius prisonnier à Minturnes
Marius prisonnier à Minturnes  (aussi intitulé Marius à Minturnes ) est un tableau d'histoire peint en 1786 par Jean-Germain Drouais. Il représente la tentative d'exécution du consul Caius Marius,  prisonnier à Minturnes. Avec son thème  austère peint dans la manière néo-classique de l'école de David, le tableau rend hommage au Serment des Horaces de son maître Jacques-Louis David. Le tableau fait partie des collections de peintures du musée du Louvre.

## Provenance
Jean-Germain Drouais peint Marius prisonnier à Minturnes à Rome en 1786 et le présente à Paris en 1788. Une esquisse préparatoire à l'huile sur toile, de dimensions plus réduites (24 cm par 31,5 cm), a été donnée en 1975 au musée des beaux-arts de Rouen.
À sa mort en 1788, le tableau passe en possession de Marie-Jeanne Doré, tante de l’artiste. Il est conservé au musée du Louvre qui l'a acquis en 1816 (numéro d'inventaire INV 4143). Une copie en a été faite, sous la forme d'un dessin à la pierre noire  et au pinceau, avec des encres brune et grise et des rehauts de gouache blanche. Cette copie (33,2 cm par 45,7 cm) est conservée au musée Magnin de Dijon.

## Sujet du tableau
Le protagoniste est le général et consul romain Caius Marius, dont Plutarque dans les Vies parallèles ou Vies des hommes illustres raconte la vie. Jean-Germain Drouais a choisi le moment décisif d’un épisode plus ou moins légendaire qui se situe en 88 av. J.-C., à la fin de sa vie. Proscrit par ses ennemis politiques du Sénat, le vieux consul fuit Rome, pour être fait prisonnier près de la ville de Minturnes et placé en détention. 
Selon le récit de Plutarque : 

« Aucun citoyen n’osant se charger de son exécution, un cavalier d’origine soit gauloise, soit cimbre, prit une épée et entra chez Marius. Comme la partie de la chambre où celui-ci était couché se trouvait mal éclairée et restait dans l’ombre, le soldat, dit-on, crut voir les yeux de Caius Marius lancer des flammes et il lui sembla entendre dans l’obscurité une voix forte qui clamait : « C’est donc toi l’homme qui ose tuer Caius Marius ? » L’homme s'enfuit en criant : « Je ne pourrais jamais tuer Caius Marius ». »

## Réalisation
À l'époque un jeune pensionnaire de l’Académie de France à Rome n’avait pas à entreprendre une toile aussi ambitieuse, plus destinée aux Salons parisiens.[réf. nécessaire] Il devait peindre une copie d’un tableau d’un grand maître, mais demanda l’autorisation de faire une grande scène historique. Avec son thème d’une austère rencontre entre la vieillesse et la jeunesse, le tableau rend hommage au Serment des Horaces. Drouais avait  assisté son maître, dans la réalisation du tableau. Dans plusieurs dessins préparatoires Jean-Germain Drouais montre Marius en vieillard barbu. Plus tard cependant une esquisse à l’huile montre un visage radicalement différent, déformé.

## Composition

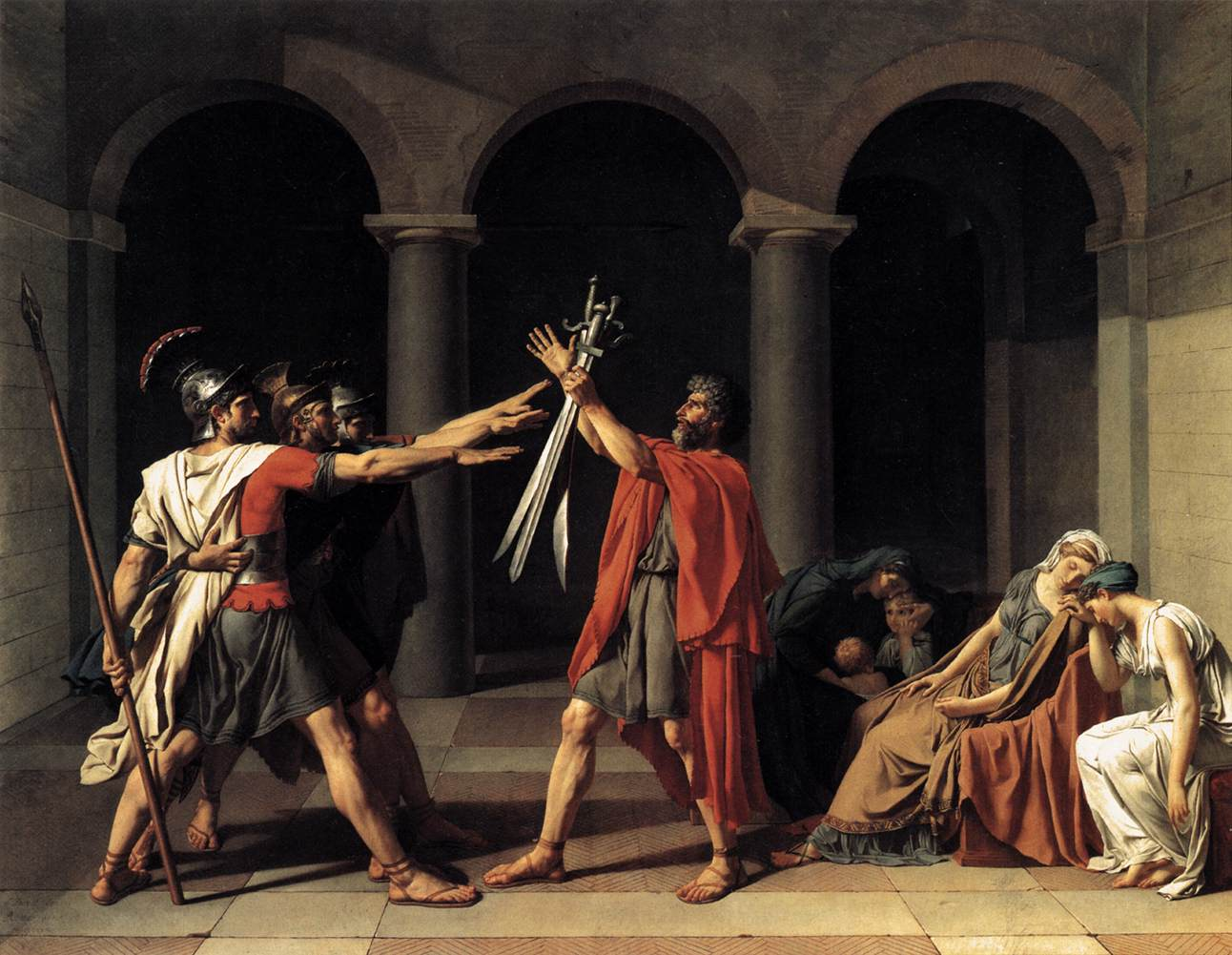
Le Serment des Horaces, Paris, musée du Louvre.

La composition est néoclassique. Comme son sujet, les aspects formels du tableau le rapprochent avec Le Serment des Horaces de David et en font une œuvre typique du néoclassicisme. Jean-Germain Drouais a suivi le parti pris de concision de son maître avec des personnages grandeur nature disposés sur le même plan dans un espace cubique. Il a également repris la construction des corps suivant des lignes droites, des obliques pour la plupart. Le bras tendu de Caius Marius, plein de significations, ressort d'autant plus qu'il est, lui, à l'horizontal. Les formes sont parallèles au plan du tableau ; la paume de la main de Marius l'est aussi, de manière un peu forcée. Jean-Germain Drouais est allé encore plus loin que David dans la voie de la sévérité et de la rigueur. Les contrastes de lumière sont violents. Les couleurs ont un effet métallique. 